# Tityus tocantim
Espèce
Tityus tocantim est une espèce de scorpions de la famille des Buthidae.

## Répartition
Cette espèce est endémique du Tocantins au Brésil. Elle a été découverte dans le parc d'État du Jalapão.

## Systématique et taxinomie
Cette espèce a été décrite en 2022 par Wilson R. Lourenço.

## Étymologie
Son nom d'espèce lui a été donné en référence au lieu de sa découverte, le Tocantins.

## Publication originale
- Wilson R. Lourenço, « A propos d’une nouvelle espèce de Tityus CL Koch, 1836 (Scorpiones: Buthidae), collectée dans le Parc Régional du Jalapão, État de Tocantins, Brésil », Revista ibérica de aracnología, Espagne, no 40,‎ 2022, p. 72-80 (ISSN 1576-9518) (résumé).